# Protanguilla palau
Protanguilla palau  (лат.) — вид морских лучепёрых рыб из отряда угреобразных, единственный представитель рода Protanguilla и семейства Protanguillidae. Впервые обнаружен в 2009 году в подводной пещере на окаймляющем рифе у берегов Палау. Научное описание представлено группой американских, японских и палауских учёных в 2012 году в трудах Лондонского королевского общества (Proceedings of the Royal Society).

## Описание
Тело удлиненное, в жаберной области субцилиндрическое, умеренно сжато в середине туловища, а в задней части — сильно сжато с боков. Тело покрыто погружённой в кожу мелкой чешуёй эллиптической формы. Чешуя отсутствует в передней части рыла, а также вокруг глаз и губ. Голова непропорционально большая. Рыло сплющено в дорсовентральном направлении. Жаберные перепонки соединены и приращены к межжаберному промежутку. Жаберные отверстия заканчиваются яйцевидной трубкой, окаймлённой низким воротником. Сошник с небольшой яйцевидной аутогенной зубчатой пластиной. Три или четыре гипуралии не соединены друг с другом. Позвонков 87 или меньше.
Морфологические и молекулярные анализы показывают, что по некоторым признакам данный вид более примитивен, чем современные угри, а по другим — даже более примитивен, чем древнейшие из известных ископаемых угреобразных. Таким образом, авторы заключают, что он представляет собой "живое ископаемое" без известной летописи окаменелостей. Полученные данные свидетельствуют, что ветвь Protanguilla отклонились от других угреобразных 200 миллионов лет назад в юрский период.
Среди уникальных характеристик нового вида отмечают следующие: жаберные тычинки зазубренные; имеются предчелюстная кость, ложножабра (лат. pseudobranch) и задняя крыловидная кость (лат. metapterygoid).
Максимальная длина тела 17,6 см.